# Ångfartygs AB Svithiod
Ångfartygs AB Svithiod var ett rederi i Göteborg, som grundades 1870. Bolaget upphörde 1919 då det förvärvades av Svenska Lloyd.

## Historia
Rederiet bildades 1870 av grosshandlarna August Carlson och L.G. Bratt samt sjökaptenen J.F. Strömberg. Carlson var huvudredare fram till sin död 1908. Syftet var från början att frakta egna kollaster och andra varor för Carlsons grosshandelsfirma. Man beställde två järnångares vid Motala verkstad i Norrköping, vilka döptes till Hugin och Munin och levererades 1871. De var då Göteborgs största ångfartyg med sina 915 dödviktston och kunde med sina starka skrov och maskiner forcera ishinder som stoppade äldre fartyg. 
Rederiet upprätthöll reguljära förbindelser mellan Göteborg och Newcastle, Sunderland, West Hartlepool, Liverpool och Garston. De fraktade på utresan trä och styckegods och på hemresan koll och styckegods. Man beställde flera fartyg och kom att äga 14 ångare varav sju beställdes vid svenska varv, en i England och övriga inköptes i andra hand. Ångaren Domald, byggd 1889 i Aberdeen, ansågs på sin tid med 2815 dödviktston vara ett ovanligt stort fartyg. Bolaget drabbades av fyra krigsförlisningar under första världskriget. 
Då man i styrelsen 1916 föreslog att överlåta bolaget på Ångfartygs AB Thule visade det sig att Svenska Lloyd redan innehade aktiemajoriteten. Svithiod uppgick, liksom Thule, 1919 helt i Svenska Lloyd. 

## Skeppslista
| Fartyg     | Byggt | Varv                        | I tjänst  | Typ           | Dödvikt | Notering                                                         |
| ---------- | ----- | --------------------------- | --------- | ------------- | ------- | ---------------------------------------------------------------- |
| Hugin [I]  | 1871  | Motala verkstad, Norrköping | 1871-1897 | Lastångfartyg | 915     | Förlist 1897                                                     |
| Munin      | 1871  | Motala verkstad, Norrköping | 1871-1916 | Lastångfartyg | 915     | Övergått 1916 till Svenska Lloyd                                 |
| Valhall    | 1873  | Lindholmen                  | 1873-1874 | Lastångfartyg | 1800    | Förlist 1874                                                     |
| Bifrost    | 1874  | Lindholmen                  | 1874-1893 | Lastångfartyg | 1800    | Förlist 1893                                                     |
| Sleipner   | 1874  | England                     | 1874-1897 | Lastångfartyg |         | Förlist 1897                                                     |
| Viking     |       |                             | 1874-1912 | Lastångfartyg |         | F.d. August Blanche. Inköpt 1874. Såld 1912.                     |
| Heimdall   | 1875  | Lindholmen                  | 1875-1878 | Lastångfartyg | 1800    | Förlist 1878.                                                    |
| Hermod     | 1878  | Lindholmen                  | 1878-1914 | Lastångfartyg | 1700    | Såld 1914                                                        |
| Vanland    | 1893  | Campbeltown                 | 1893-1916 | Lastångfartyg | 1850    | Övergått 1916 till Svenska Lloyd                                 |
| Hugin [II] | 1889  | Glasgow                     | 1897-1916 | Lastångfartyg | 2500    | F.d. Samara. Inköpt 1897. Övergått 1916 till Svenska Lloyd       |
| Domald     | 1889  | Aberdeen                    | 1897-1916 | Lastångfartyg | 2815    | F.d. Alford. Inköpt 1897. Övergått 1916 till Svenska Lloyd       |
| Agne       | 1894  | Dumbarton                   | 1899-1916 | Lastångfartyg | 1300    | F.d. Macestria. Övergått 1916 till Svenska Lloyd                 |
| Visbur     | 1911  | Sunderland                  | 1912-1916 | Lastångfartyg | 1230    | F.d. Mary Horlock. Inköpt 1912. Övergått 1916 till Svenska Lloyd |
| Anund      | 1905  | Sunderland                  | 1913-1916 | Lastångfartyg | 1230    | F.d. Chr. Gylstorff. Övergått 1916 till Svenska Lloyd            |